# 李成俊 (導演)
李成俊（韓語：이성준），韓國電視劇導演。

## 作品

### 電視劇
- 2009年：MBC《創造情緣》
- 2010年：MBC《趙恩智的家》
- 2010年：MBC《親愛的請小心》
- 2012年：MBC《擁抱太陽的月亮》
- 2012年：MBC《May Queen》
- 2013年：MBC《Drama Festival－陽光老人亭的神奇葬禮》
- 2013年：MBC《奇皇后》
- 2015年：MBC《夜行書生》
- 2016年：MBC《給予幸福的人》

## 外部連結
- NAVER搜索 （页面存档备份，存于）